# Dilyaver Sheykhislyamov
Dilyaver Sheykhislyamov (14 de enero de 1989) es un deportista canadiense que compite en judo. Ganó dos medallas de bronce en el Campeonato Panamericano de Judo, en los años 2013 y 2014.

## Palmarés internacional
| Campeonato Panamericano | Campeonato Panamericano | Campeonato Panamericano | Campeonato Panamericano |
| Año                     | Lugar                   | Medalla                 | Categoría               |
| ----------------------- | ----------------------- | ----------------------- | ----------------------- |
| 2013                    | San José (Costa Rica)   | Medalla de bronce       | –100 kg                 |
| 2014                    | Guayaquil (Ecuador)     | Medalla de bronce       | –100 kg                 |